# Campeonato Sírio de Futebol
A Liga Premier  é a divisão principal do futebol nacional da Síria.

## Atuais clubes (2015–16)

### Grupo 1
- Al-Hurriya (Aleppo)
- Al-Jaish (Damascus)
- Al-Jazeera  (Hasakah)
- Al-Karamah (Homs)
- Al-Majd (Damascus)
- Al-Muhafaza (Damascus)
- Al-Taliya (Hama)
- Hutteen  (Latakia)
- Jableh  (Jableh)
- Omayya  (Idlib)

### Grupo 2
- Al-Ittihad (Aleppo)
- Al-Futowa (Deir ez-Zor)
- Al-Jihad (Relegated) (Qamishli)
- Al-Nawair (Hama)
- Al-Nidal (Damascus)
- Al-Shorta (Damascus)
- Al-Wahda (Damascus)
- Al-Wathba (Homs)
- Musfat Baniyas (Baniyas)
- Tishreen (Latakia)

## Campeões
| Temporada | Campeão               | Vice-campeão          |
| --------- | --------------------- | --------------------- |
| 1966-67   | Al-Ittihad Aleppo     | Ghazy Deir ez-Zor     |
| 1967-68   | Al-Ittihad Aleppo     | Ghazy Deir ez-Zor     |
| 1968-69   | Barada Damasco        | Ghazy Deir ez-Zor     |
| 1969-70   | Barada Damasco        | Ghazy Deir ez-Zor     |
| 1970-71   | não disputado         | não disputado         |
| 1971-72   | não disputado         | não disputado         |
| 1972-73   | Al-Jaish              | Al-Shorta Damasco     |
| 1973-74   | não disputado         | não disputado         |
| 1974-75   | Al-Karama Homs        | Al-Fotuwa Deir ez-Zor |
| 1975-76   | Al-Jaish              | Al-Shorta Damasco     |
| 1976-77   | Al-Ittihad Aleppo     | Al-Karama Homs        |
| 1977-78   | não disputado         | não disputado         |
| 1978-79   | Al-Jaish              | Al-Shorta Damasco     |
| 1979-80   | Al-Shorta Damasco     | Al-Horriya Alepo      |
| 1980-81   | não disputado         | não disputado         |
| 1981-82   | Tishreen Latakia      | Al-Wathba Homs        |
| 1982-83   | Al-Karama Homs        | Al-Ittihad Aleppo     |
| 1983-84   | Al-Karama Homs        | Jableh SC             |
| 1984-85   | Al-Jaish              | Al-Karama Homs        |
| 1985-86   | Al-Jaish              | Jableh SC             |
| 1986-87   | Jableh SC             | Al-Karama Homs        |
| 1987-88   | Jableh SC             | Al-Ittihad Aleppo     |
| 1988-89   | Jableh SC             | Al-Shorta Damasco     |
| 1989-90   | Al-Fotuwa Deir ez-Zor | Al-Karama Homs        |
| 1990-91   | Al-Fotuwa Deir ez-Zor | Jableh SC             |
| 1991-92   | Al-Horriya Alepo      | Jableh SC             |
| 1992-93   | Al-Ittihad Aleppo     | Al-Karama Homs        |
| 1993-94   | Al-Horriya Alepo      | Jableh SC             |
| 1994-95   | Al-Ittihad Aleppo     | Jableh SC             |
| 1995-96   | Al-Karama Homs        | Hutteen Latakia       |
| 1996-97   | Tishreen Latakia      | Al-Jaish              |
| 1997-98   | Al-Jaish              | Al-Karama Homs        |
| 1998-99   | Al-Jaish              | Al-Karama Homs        |
| 1999-00   | Jableh SC             | Hutteen Latakia       |
| 2000-01   | Al-Jaish              | Al-Karama Homs        |
| 2001-02   | Al-Jaish              | Al-Ittihad Aleppo     |
| 2002-03   | Al-Jaish              | Al-Ittihad Aleppo     |
| 2003-04   | Al-Wahda Damasco      | Al-Karama Homs        |
| 2004-05   | Al-Ittihad Aleppo     | Al-Karama Homs        |
| 2005-06   | Al-Karama Homs        | Al-Jaish              |
| 2006-07   | Al-Karama Homs        | Al-Ittihad Aleppo     |
| 2007-08   | Al-Karama Homs        | Al-Ittihad Aleppo     |
| 2008-09   | Al-Karama Homs        | Al-Ittihad Aleppo     |
| 2009-10   | Al-Jaish              | Al-Karama Homs        |
| 2010-11   | Suspendido            | Suspendido            |
| 2011-12   | Al-Shorta Damasco     | Al-Jaish              |
| 2012-13   | Al-Jaish              | Al-Shorta Damasco     |
| 2013-14   | Al-Wahda Damasco      | Al-Jaish              |
| 2014-15   | Al-Jaish              | Al-Shorta Damasco     |
| 2015-16   | Al-Jaish              | Al-Wahda Damasco      |
| 2016-17   | Al-Jaish              | Tishreen Latakia      |
| 2017-18   | Al-Jaish              | Al-Ittihad Aleppo     |
| 2018-19   | Al-Jaish              | Tishreen Latakia      |
| 2019-20   | Tishreen Latakia      | Al-Wathba             |
| 2020-21   | Tishreen Latakia      | Al-Jaish              |

## Títulos por equipe
| # | Equipe     | Títulos | Anos dos Títulos |
| - | ---------- | ------- | --- |
| 1 | Al-Jaish   | 17      | 1972-73, 1975-76, 1978-79, 1984-85, 1986, 1997-98, 1998-99, 2000-01, 2001-02, 2002-03, 2009-10, 2013, 2014-15, 2015-16, 2016-17, 2017-18 e 2018-19 |
| 2 | Al-Karama  | 8       | 1974-75, 1982-83, 1983-84, 1995-96, 2005-06, 2006-07, 2007-08 e 2008-09                                                                            |
| 3 | Al-Ittihad | 6       | 1666-67, 1967-68, 1976-77, 1992-93, 1994-95 e 2004-05                                                                                              |
| 4 | Jableh SC  | 4       | 1986-87, 1987-88, 1988-89 e 1999-00 |
| 5 | Al-Shorta  | 3       | 1979-80, 2010-11 e 2011-12 |
| 6 | Al-Wahda   | 2       | 2003-04 e 2014 |
| 6 | Teshreen   | 2       | 1981-82 e 1996-97 |
| 6 | Al-Horriya | 2       | 1991-92 e 1993-94 |
| 6 | Al-Fotuwa  | 2       | 1989-90 e 1990-91 |
| 6 | Barada     | 2       | 1968-69 e 1969-70 |